# سيكاي-إيتشي هاتسوكوي
سيكاي إشي هاتسوكوي: اونوديرا ريتسو نو باي (世界 一 初恋 ~ 小野寺 律 の 場合 ~، مضاءة «أعظم حب أول في العالم: قصة أونوديرا ريتسو») هو عبارة عن سلسلة مانغا ياوي (حب بين ذكرين) مكتوبة ومصورة من قبل شونجيكو ناكامورا. في عام 2011، تم تحويل المانغا إلى أنمي تحت عنوان سيكاي إتشي هاتسوكوي. إنتاج ستوديو دين تحت إشراف شياكي كون، بدأ بث سلسلة الأنمي في 9 أبريل 2011. رسوم متحركة أصلية للفيديو كانت واحدة دي في دي مع المجلدان الخامس والسادس من سلسلة المانغا في مارس اذار وسبتمبر 2011.

## اونوديرا
اونوديرا ريتسو، محرر أدبي، يبلغ من عمر 25 سنة استقال من شركة نشر والده، وذلك بسبب غيرة زملائه في العمل من نجاحه، مدعين أنه مجرد مدلل يعتمد على نفوذ والده كونه الابن الوحيد لرئيس ومالك شركة أونوديرا للنشر. فيتخد قرارا ببناء ذاته وذلك عن طريق الحصول على وظيفة في ماروكاوا للنشر من أجل الابتعاد عن شبح والده، ولكن بدلا من أن يتم توظيفه في قسم المفضل له وهو الأدب يتم وضعه في قسم مانغا شوجو والتي كانت كالصدمة بالنسبة له، مما يجعله يتخد قرارا الا وهو الاستقالة، خاصة أنه يجد ان رئيسه الجديد ماساموني تاكانو شخص مخيف ذو شخصية بئيسة لا تطاق ولكن عن غير قصد تاكانو يقنع أونوديرا بالتمسك بهذه الوظيفة وذلك عن طريق وصفه بأنه «غير مجدي» ولدفاع عن فخره واعتزازه اضطر للبقاء في تلك الوظيفة لإثبات جدارته. في وقت لاحق، أونوديرا يعلم ان اسم العائلة القديم لتاكانو كان ساغا، وهو زميل من المدرسة الثانوية واللذي كان ريتسو قد وقع في الحبة وقد قام بالاعتراف إليه لتصادفه بعدها عدة أحداث تتميز برومانسية وتشويق
ماساموني تاكانو
رئيس محررين مانجا ذو شخصية بائسة ومخيفة يبلغ من العمر 25 ويحرس علي عدم وجود أي اخطاء علي رسوم المانجا ويقوم بمطايقة اونوديرا لفظية وجنسياً في الأول يوم لعمل اونوديرا وبعد ذالك يشك بمعرفتهي لاونوديرا لكن يتراجع بسبب اختلاف الاسم لان اونودرا اسمة كان ريتسو في اعدادية ويعرف بعد ذالك ان ريتسو وانوديرا نفس الشخص وقد ارتديا في نفس المدرسة الاعدادية وقد دارات بينهما علاقة الحب وانتهاء بها المطاف افتراق الاثنين بجروح عميقة للغاية بسبب سوء فهم وقد فقد اونوديرا ثقة في الحب لدرجة عدم مواعدة أحد بعد ساكا وهو اسم تاكانو في اعدادية وقد تغير في سنة الاخيرة في الثنوية بسبب افتراق والدية وقد أقسم انة سوف يجل اونودرا يقول كلمة احبك مرة اخرا.
كوهيناتا
ان كوهيناتا صديقة طفولة ريتسو وخطيبته، نظرا لاتفاق توصلوا إليه آبائهم عندما كانوا أطفالاً. ومع ذلك، ريتسو لا ينظر ايها باعتبارها خطيبته. بل كاختة صغيرة لطيفة، مهذبة وحساسة، ولكن لديها مشاعر عميقة تجاه ريتسو، على الرغم من رفض ريتسو لها عندما اعترفت بحبها له.

## روابط خارجية
- سيكاي-إيتشي هاتسوكوي على موقع IMDb (الإنجليزية)
- سيكاي-إيتشي هاتسوكوي على موقع كينوبويسك (الروسية)
- سيكاي-إيتشي هاتسوكوي على موقع قاعدة بيانات الفيلم (الإنجليزية)
- سيكاي-إيتشي هاتسوكوي على موقع ANN anime (الإنجليزية)
- سيكاي-إيتشي هاتسوكوي على موقع ANN manga (الإنجليزية)